# Сульфат кобальта(III)
Сульфа́т ко́бальта(III) — неорганическое вещество с химической формулой Co2(SO4)3, является солью трёхвалентного кобальта и серной кислоты.

## Физические свойства
Сульфат кобальта(III) не выделен в свободном виде. Растворим в воде, растворы имеют синюю окраску. Из раствора кристаллизуется в виде кристаллогидрата Co2(SO4)3·18H2O голубовато-зелёного цвета. Кристаллогидрат разлагается при температуре выше 30 °C. В водном растворе разлагается при 0 °C, в сернокислых растворах более устойчив.

## Химические свойства
Сульфат кобальта(III) является сильным окислителем. С сульфатами щелочных металлов или аммония образует двойные соли (квасцы).

## Получение
Сульфат кобальта(III) может быть получен:
- анодным окислением раствора сульфата кобальта(II) в серной кислоте[1];
- озонированием раствора сульфата кобальта(II) в серной кислоте[2]

{\displaystyle {\mathsf {2CoSO_{4}\ +\ O_{3}\ +\ H_{2}SO_{4}\ \longrightarrow \ Co_{2}(SO_{4})_{3}\ +\ O_{2}\uparrow \ +\ H_{2}O}}}
- фторированием раствора сульфата кобальта(II) в 4N серной кислоте при 0 °C[2]

{\displaystyle {\mathsf {2CoSO_{4}\ +\ H_{2}SO_{4}\ +\ 18H_{2}O\ +\ F_{2}\ \longrightarrow \ Co_{2}(SO_{4})_{3}\cdot 18H_{2}O\downarrow +\ 2HF}}}

## Применение
Сернокислые растворы сульфата кобальта(III) могут быть использованы в качестве титриметрического реагента для определения нитритов.